# William Avery
William Franklin Avery jr. (Augusta, 8 agosto 1979) è un ex cestista statunitense, professionista nella NBA e in Europa.

## Carriera
È stato selezionato dai Minnesota Timberwolves al primo giro del Draft NBA 1999 (14ª scelta assoluta).